# لانداو این در فالتس
شهر لانداو این در فالتز (به آلمانی: Landau in der Pfalz) در ایالت راینلند-فالتز در کشور آلمان واقع شده‌است.